# Shrewsbury Town FC
A Shrewsbury Town Football Club angol labdarúgócsapat, melyet 1886-ban alapítottak. Székhelye Shrewsburyban, Shropshire megyében található. Jelenleg a Football League Two-ban, az angol labdarúgás negyedik legmagasabb osztályában szerepel. 1950-ben került be először a The Football League-be, szavazás alapján, azóta a negyed-, harmad- és másodosztályt is megjárta. Az élvonalban még soha nem szerepelt.
A csapat hazai mérkőzéseit 2007 óta a New Meadow nevű stadionban játssza, melyet egy szponzori szerződés miatt jelenleg Greenhous Meadow-nak hívnak. A létesítmény 9875 szurkoló befogadására alkalmas és az UEFA felszereltség szerinti besorolásában a negyedik, azaz a legmagasabb kategóriába tartozik.

## Klubtörténet

### Kezdeti évek és területi bajnokságok
A Shrewsbury Townt 1886. május 20-án alapított, a Claremont Hillben, Shrewsburyban található Turf Hotelben. A megalapításra a térség két korábbi csapata, a Shropshire Wanderers és a Castle Blues megszűnése után került sor. A Blues egy durva csapat volt, több meccse is erőszakba torkollott, ez volt megszűnésének is az egyik oka. Az alapítók és a helyiek azt várták az új csapattól, hogy sikeres legyen, ugyanakkor kerülje az erőszakot. Az alapítás helyéről a korabeli lapok eltérően számoltak be, a Shropsshire Journal szerint a Lions Hotelben, míg a Shrewsbury Chronicle szerint a Turf Hotelben történt mindez. Ennek az az oka, hogy az alapító tagok a Lionsben találkoztak először, de a végső döntés már a Turfben született meg.
Fennállás első néhány évében a Town csak barátságos meccseket játszott és elindult néhány területi kupasorozatban is, majd 1890-ben alapító tagja lett a Shropshire & District League-nek. 1895-ben bajnokságot váltott a csapat és a Birmingham & District League-ben folytatta szereplését. A legtöbb csapat, melyekkel ebben az időszakban találkozott a Shrewsbury, azóta már megszűnt, de összecsapott néhány olyan ellenféllel is, melyek azóta szintén a The Football League-ben vagy a Football Conference-ben szerepelnek. Ilyen például a Crewe Alexandra, a Coventry City, a Stoke City, a Kidderminster Harriers vagy a Stafford Rangers.
1910-ig gyakran költözött új pályára a csapat, de ekkor felépült a Gay Meadow, Shrewsbury központjától nem messze, melyet innentől kezdve 97 éven át használt a klub.
A Birmingham & District League-ben néhány szezontól eltekintve a középmezőnyben szerepelt a csapat, egyetlen ottani bajnoki címét az 1922/23-as szezonban szerezte. 1937-ben ismét bajnokságot váltott, ezúttal a Midland League-be került, ahol rögtön fennállása egyik legsikeresebb szezonját produkálta. Amellett, hogy 111 gólt szerezve bajnok lett, megnyerte a walesi kupát és a Shropshire Senior Cupot is, ráadásul az FA Kupában is jól szerepelt.
A második világháború vége utáni szezonokban jól szerepelt a Shrewsbury és az 1949/50-es idényben meg is nyerte a Midland League-et. Ezt követően szavazás útján felvételt nyert a 88-ról 92 csapatosra bővített The Football League harmadosztályának északi csoportjába.

### Első próbálkozás a The Football League-ben
A Town az 1950/51-es szezont a Third Division North-ban játszotta, de a következő idénytől kezdve már a déli csoportban szerepelt. Az 1957/58-as szezon után egyesítették a harmadosztály két csoportját és mindkét csoportból 12-12 csapat esett ki, hogy belőlük létrejöjjön a negyedosztály. A Shrewsbury a 17. helyen végzett, így az 1958/59-es évadot a frissen megalapított Division Fourban kellett megkezdenie. Ekkor a negyedik helyen zárt a csapat, ami elegendő volt az automatikus feljutáshoz. Ezt követően 15 szezonon keresztül folyamatosan a Division Three-ben maradt.
Az 1960/61-es szezonban a csapat bejutott a Ligakupa elődöntőjébe, miután a negyeddöntőben legyőzte az akkoriban Anglia legerősebb csapatának számító Evertont. A legjobb négy között aztán összesítésben 4-3-ra kikapott a Rotherham Unitedtől. A korszak legmeghatározóbb játékosa Arthur Rowley volt, aki 1958-ban érkezett a Leicester Citytől, játékos-menedzserként. Ő volt az első, aki egyszerre volt játékosa és edzője a Shrewsburynak. 1961. április 29-én belőtte 380. bajnoki gólját is, a Bradford City ellen, ezzel megdöntve Dixie Dean gólrekordját. A Townnál töltött ideje alatt 152 bajnoki találatig jutott, ezzel máig ő a gólrekorder a csapatnál. 1965-ben vonult vissza a labdarúgástól és 1968 júliusáig maradt a Shrewsbury edzője.
A klub az 1973/74-es szezonban kiesett a harmadosztályból, de mindössze egy idény után visszajutott, miután ezüstérmes lett a negyedosztályban. Az 1978/79-es évadban, Graham Turner játékos-menedzser irányítása alatt bajnok lett a csapat a harmadosztályban, így története során először feljutott a másodosztályba. A bajnoki cím 1979. május 17-én vált biztossá, egy Exeter City elleni hazai győzelemmel, melyre 14 ezernél is több szurkoló látogatott ki a Gay Meadow-ba. Ugyanebben a szezonban a gárda a negyeddöntőig jutott az FA Kupában. Menetelésük során legyőzték a Mansfield Townt, a Doncaster Roverst, a Cambridge Unitedet, a Manchester Cityt és az Aldershot Townt is. A legjobb nyolc között a Wolverhampton Wanderers volt az ellenfél, az első meccsen a Molineux Stadiumban döntetlent harcolt ki a Shrewsbury, de hazai pályán, az újrajátszott mérkőzésen 3-1-re kikapott.

### 1980-as és 1990-es évek
A csapat az 1981/82-es szezonban megismételte 1978/79-es FA Kupa-menetelését és a negyeddöntőig jutott. Az ötödik forduló különösen emlékezetesen sikerült, hiszen a Shrewsbury az UEFA-kupa-címvédő Ipswich Townnal került össze. Egy évvel korábban szintén az ötödik körben találkozott egymással a két csapat, akkor újrajátszott mérkőzésen az Ipswich nyert 3-0-ra, ezúttal viszont a Shrewsbury 2-1-re diadalmaskodott, Steve Cross és Jake King góljaival. A negyeddöntőben a Leicester City volt az ellenfél a Filbert Streeten. A félidőben 2-2 volt az eredmény, de a második játékrészben a többek között az ifjú Gary Linekert is a soraiban tudó Leicester érvényesítette erőfölényét és 5-2-re győzött.
Az 1980-as évek első felében élte a fénykorát a klub, ekkoriban olyan csapatokat győzött le, mint a Fulham, a Newcastle United, a Blackburn Rovers, a West Ham United vagy a Chelsea. 1984-ben a hősként tisztelt menedzser, Graham Turner az Aston Villához szerződött. Az 1985/86-os idény végén a komoly anyagi gondokkal küzdő Middlesbrough 2-1-es vereséget szenvedett a Gay Meadow-ban, amivel biztossá vált a kiesése. A mérkőzés többek között a vendégszurkolók botrányos viselkedése miatt is emlékezetes maradt. Sok drukkernek ezt követően többször is vissza kellett látogatnia Shrewsburyba, a bírósági tárgyalások miatt.
A pénzügyi nehézségek miatt a csapatnak olyan játékosoktól kellett megválnia, mint Steve Ogrizovic, David Moyes, John McGinlay vagy Bernard McNally. Ezt követően többnyire a kiesés ellen küzdött a Town, ami végül az 1988/89-es szezonban következett be, tíz másodosztályban töltött év után. Nem sikerült kiharcolni a gyors visszajutást, az 1990-es évek elejét a harmadosztály középmezőnyében töltötte a csapat. 1990. december 22-én, a Bradford City ellen Gary Shaw megszerezte a klub történetének leggyorsabb mesterhármasát, mindössze 4 percre és 32 másodpercre volt szüksége ehhez. Három harmadosztályban töltött év után a klub az 1991/92-es idényben kiesett a negyedosztályba, 1975 óta először. Két szezonnal később, 1994-ben, Fred Davies irányítsa alatt bajnok lett, így visszajutott az ekkor már Division Two-nak hívott harmadosztályba. Innen nem sikerült feljebb jutnia és az 1996/97-es szezonban ismét kiesett. 1996-ban a Shrewsbury fennállása során először pályára léphetett a Wembleyben, miután bejutott a Football League Trophy döntőjébe. A kupát nem tudta elhódítani, a Rotherham United győzött 2-1-re.
A kiesést követően Fred Daviest menesztette a klub. Helyére a csapat korábbi elismert játékosa, Jake King érkezett, aki előtte eredményes munkát végzett a Telford Unitednél. A csapat ekkor rossz anyagi helyzetben volt, így Kingnek a negyedosztály legkisebb költségvetésével kellett dolgoznia. Mivel nem volt pénz neves játékosokra, a menedzser főként a saját nevelésű fiatalokban bízott és az alacsonyabb osztályokból igazolt tehetséges labdarúgókat. Nem meglepő módon ilyen körülmények között nem került a feljutás közelébe a Town.

### A Kevin Ratcliffe-éra

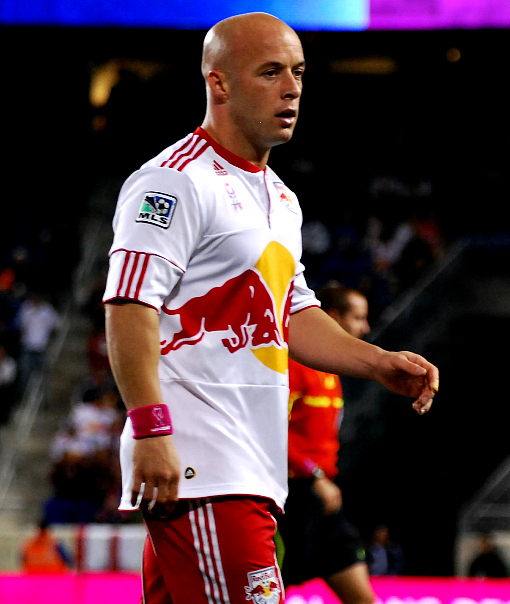
Luke Rodgers, aki Kevin Ratcliffe vezetése alatt vált fontos csapattaggá

Az 1999/00-es szezon különösen gyengén indult a Shrewsbury számára és a kiesőzóna környékén tartózkodott, így 1999 novemberében a vezetőség elküldte Jake Kinget. Az Everton egykori csapatkapitánya, a korábbi walesi válogatott Kevin Ratcliffe érkezett a helyére, aki a szezon utolsó napján megmentette a klubot a kieséstől. A Shrewsbury 2-1-re megverte az Exeter Cityt, de bennmaradásához a Carlisle United és a Chester City veresége is kellett. Ratcliffe vezetése alatt megerősödött a csapat. A saját nevelésű és addig főként csak a tartalékcsapatban szereplő Luke Rodgerst felvitte az első csapathoz, akiből ezután valód gólfelelős lett, ráadásul több jó képességű játékos is érkezett. A 2000/01-es szezon már sokkal jobban sikerült a Town számára: 70 pontot gyűjtött és kis híján bejutott a rájátszásba.
A 2002/03-as idény előtt a Shrewsbury egy fiatal, erős csapat benyomását keltette, ezt a képet Ian Woan, Nigel Jemson és Mark Atkins érkezése még inkább megerősítette. Az FA Kupában valóban emlékezetes teljesítményt nyújtott, ugyanis az alacsonyabb osztályú Stafford Rangers és Barrow kiejtése után a harmadik körben az Evertont is megverte. A mérkőzésre a Gay Meadow-ban került sor, 7800 néző előtt. Az első félidőben Nigel Jemson szabadrúgásgóljával a Town szerzett vezetést, de a második játékrészben Niclas Alexandersson kiegyenlített. Sokáig úgy tűnt, újrajátszásra kerül majd sor a Goodison Parkban, de Ian Woan pár perccel a lefújás előtt szabadrúgásból eredményes volt, így a hazaiak 2-1-re nyertek. Peter Wilding hátvéd teljesítménye külön dicséretet érdemel, aki remekül hatástalanította Wayne Rooneyt az egész meccsen. A negyedik körben a Chelsea volt az ellenfél, szintén hazai pályán. A 7950 szurkoló előtt megrendezett találkozón már nem tudott meglepetést okozni a Shrewsbury és 4-0-ra kikapott.
A bajnokságban már közel sem ment ilyen jól a csapatnak. Bár biztatóan kezdett, később nagyon visszaesett a formája és súlyos vereséget szenvedett többek között a Boston United, a Rushden & Diamonds és a Cambridge United ellen is. Az előbbi három meccsen összesen 16 gólt kapott. A Chelsea elleni januári kupavereség után mindössze két bajnokit nyert meg a klub, így nem meglepő módon az utolsó helyen végzett. A kiesés egy Carlisle United elleni 3-2-es vereség után vált biztossá. A szurkolók Jemsont és Woant kiáltották ki bűnbaknak, hiszen tőlük várták volna a legtöbbet a szezonban. Szintén a szurkolók dühének hatására Kevin Ratcliffe lemondott és az idény utolsó utolsó, Scunthorpe United elleni meccsén már az ideiglenesen megbízott Mark Atkins ült a kispadon, mint játékos-menedzser. Az utolsó hely azt jelentette, hogy a Town 1950-es beszavazását követően története során először kiesett a The Football League-ből.

### Élet a Conference-ben
Hosszú találgatások után 2003 májusában az addig a Northwich Victoriát irányító Jimmy Quinn vette át a Shrewsbury irányítását. Elsődleges feladata természetesen az volt, hogy első próbálkozásra juttassa vissza a csapatot a negyedosztályba. Hosszú idő után ez volt az első alkalom, hogy a Town valódi "nagyhalként" vághatott neki egy bajnokságnak, még a szakértők is egyértelmű bajnokesélyesnek tartották. Az előző szezon játékosainak nagy részétől megvált a klub, így Quinn új csapatot épített. Olyan, a The Football League-en kívüli labdarúgásban már tapasztalt játékosok érkeztek a Gay Meadow-ba, mint Darren Tinson és Jake Sedgemore. Rajtuk kívül a Town leigazolta még többek között Colin Crambet, Scott Howie-t és a korábban Ligakupa-döntőt is játszó Martin O'Connort.
Úgy tűnt, az új csapatban megvan a kellő tűz, ami az előző játékosokból hiányzott, de a teljesítmény meglehetősen ingadozó volt. Az olyan szép győzelmek mellett, mint például a Hereford United elleni 4-1-es siker, olyan súlyos vereségeket is szenvedett a csapat, mint az 5-0-s idegenbeli kudarc a Dagenham & Redbridge ellen. Emellett kétszer is kikapott riválisától, a Telford Unitedtől a klub, egyszer a bajnokságban, egyszer pedig az FA Trophyban. A szezon ennek ellenére nem alakult rosszul. Bár a bajnoki címet a Chester City nyerte, a maga 74 pontjával a Shrewsbury megszerezte a harmadik helyet, ami azt jelentette, hogy részt vehetett a feljutásért vívott rájátszásban.
Az elődöntőben a Barnet volt az ellenfél. Az első mérkőzést, az Underhill Stadionban 2-1-re elveszítette a Town egy késői bekapott gólt miatt. A hazai pályán rendezett visszavágón, több mint 7000 néző előtt a Shrewsbury Luke Rodgers értékesített büntetőjével egyenlített összesítésben. Több gól már nem esett sem a rendes játékidőben, sem a hosszabbításban, így büntetőpárbaj következett. A csapat kapusa, Scott howie kivédte Simon Clist tizenegyesét, Darren Moss pedig belőtte a győztes találatot, ezzel döntőbe juttatva a Townt. A találkozót a Sky Sports is közvetítette.
A fináléra 2004. május 16-án, a Britannia Stadionban került sor, az Aldershot Town ellen. A mérkőzésre 19 216 szurkoló látogatott ki, kétharmaduk Shrewsburyból érkezett, mivel a város viszonylag közel van Stoke-on-Trenthez. A két csapat meglehetősen unalmas, 1-1-es döntetlent játszott egymással és miután a hosszabbítás sem hozott eredményt, ismét jöhettek a tizenegyesek. Nem indult jól a párbaj a Shrewsbury számára, hiszen Luke Rodgers a kapu fölé lőtte a labdát, Scott Howie kapus azonban kitett magáért és egymás után három büntetőt kivédett. Mivel a továbbiakban a kék-sárgák mindhárom további tizenegyesüket értékesítették, kivívták a feljutást.
A szurkolók vegyes érzelmekkel gondolnak vissza erre a szezonra. Egyesek szerint érdekes élmény volt a Conference Nationalben szerepelni és jó érzés volt úgy végigszurkolni egy szezont, hogy kedvenceik a bajnokság legnagyobb csapatai közé tartoztak. Mások azonban úgy vélik, hogy szégyen volt kiesni a The Football League-ből és a csapatnak soha nem lett volna szabad az ötödosztályig zuhanni.

### Visszatérés a The Football League-be
A rájátszás megnyerése és a feljutás által okozott lelkesedés csak a következő szezon elejéig tartott, ekkor ugyanis rögtön egy Lincoln City elleni 1-0-s vereséggel kezdett a csapat. Ez az eredmény jól előrevetítette a szezon további részét: a Shrewsbury a kiesés ellen küzdött és az FA Kupából is már az első körben, a Histon ellen kiesett. A szurkolók többsége úgy látta, Jimmy Quinn nincs felkészülve rá, hogy a The Football League-ben is ő irányítsa a csapatot és mindössze 14 forduló után menesztette is a vezetőség. Helyére a tapasztaltabb Gary Peters érkezett, aki az 1990-es években a Preston North End menedzsere volt, ahová többek között kölcsönben leigazolta az akkor még pályája elején járó David Beckhamet. Később az Exeter City vezetőedzője lett, a 2002/03-as idényben ő mentette meg a csapatot a kieséstől. A Shrewsbury hívására az Everton játékosmegfigyelői posztját hagyta ott.
Bár egy darabig úgy tűnt, a Town a következő szezon ismét az ötödosztályban kezdi majd, de Petersnek sikerült a 21. helyre vezetni a csapatot, ami bennmaradást ért. A menedzser célja az volt, hogy kiesőjelöltből feljutásra esélyessé változtassa a klubot. A 2005/06-os szezon kezdetén a szakértők többsége a kiesőhelyek valamelyikére várta a Shrewsburyt A várakozásoknak megfelelően a csapat rosszul kezdett, de ezután jelentősen javultak az eredmények és a 10. helyen zárt, nem sokkal lemaradva a rájátszásról.
A Shrewsbury az elmúlt években szorosan tartotta magát szigorú pénzügyi terveihez, ami miatt gyakran a legkisebb költségvetésű klub volt az éppen aktuális bajnokságban, de a nélkülözés kifizetődni látszott a 2000-es évek közepe felé. A csapat jóval biztonságosabb anyagi helyzetben volt, mint riválisai többsége, ráadásul 2006 nyarán megkezdődött az új stadion, a New Meadow felépítése, melyet Roland Wycherley elnök már hosszú ideje tervezett.

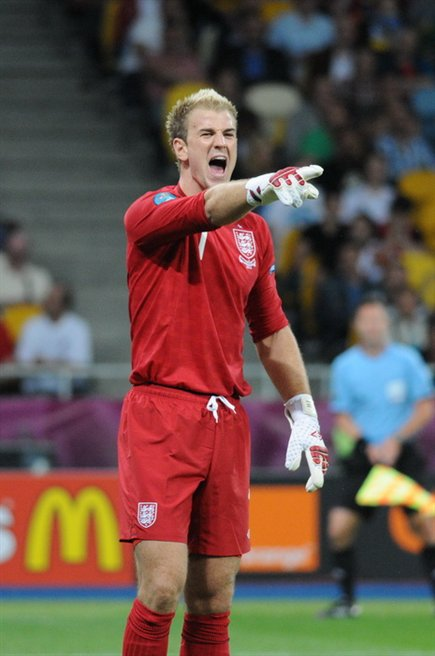
Joe Hart a Shrewsburyban kezdte pályafutását

Bár a tehetséges fiatal kapus, Joe Hart a Manchester Cityhez igazolt, a csapat komoly feljutási esélyekkel vágott neki a 2006/07-es évadnak, reménykedve benne, hogy ez lesz az utolsó szezon, melyet a Gay Meadow-ban tölt. A régi stadion komolyan megnehezítette a klub dolgát az idény első felében. A rossz időjárási viszonyok miatt a pálya gyakran vált játékra alkalmatlanná, így a Town sok meccsét kellett elhalasztani vagy félbeszakítani. Ennek is köszönhetően 2007 februárjában csak a 16. helyet foglalta el a tabellán. Ezután azonban rendeződött a helyzet és a Shrewsbury produkált egy 14 meccses veretlenségi sorozatot, aminek köszönhetően a 7. helyen ért célba, kivívva ezzel a rájátszásban való részvétel jogát.
Az elődöntőben a Milton Keynes Dons volt a Town ellenfele. Az első fordulóban gól nélküli döntetlent játszott a két csapat a Gay Meadow-ban, az idegenbeli visszavágón azonban a Shrewsbury nyert 2-1-re, így döntőbe jutott. A döntőre az új Wembleyben, 61 589 néző előtt került sor, 2007. május 26-án, a Bristol Rovers ellen. A Shrewsbury gyorsan megszerezte a vezetést, de a Rovers még az első félidőben fordított, majd a meccs végén Sammy Igoe állított be a 3-1-es végeredményt, így a Townnak nem sikerült a harmadosztályba jutnia.
A 2007/08-as idényt a várakozásoknak megfelelően már új stadionjában, a New Meadow-ban kezdte a klub. Az első fordulóban, idegenben 4-0-ra verte a Lincoln Cityt és hamar a bajnokság éllovasai közé lépett elő, egy Rochdale elleni 4-3-as vereség után azonban komoly mélyrepülésbe kezdett és nem sikerült visszatérnie a tabella első felébe. A szurkolói nyomás hatására a csapat 2008. március 3-án közös megegyezés alapján megvált Gary Peterstől. Kilenc nappal később írta alá három évre szóló szerződését az új menedzser, Paul Simpson, aki végül a 18. helyet szerezte meg a klubbal. Július 21-én a csapat szponzori szerződést kötött a Prostar mezkészítő céggel, melynek keretein belül az új stadion neve "The Prostar Stadion" lett.
A következő szezont szintén jól kezdte a csapat és előkelő helyeken tanyázott a League Two tabelláján. A Shrewsbury hazai formája az egész The Football League-en belül az egyik legerősebb volt és váratlanul sokszor aratott nagyarányú győzelmet a klub. Ilyen volt például a Macclesfield Town elleni 4-0-s siker a nyitófordulóban vagy a Gillingham 7-0-s kiütése, mellyel egy korábbi rekordját is beállította. A csapat a Football League Trophyban is jó eredményekkel büszkélkedhetett, a Wycombe Wandererst 7-0-lal, míg a Dagenham & Redbridge-et 5-0-lal ejtette ki és végül a harmadosztályú Brighton & Hove Albion búcsúztatta a sorozattól, büntetőpárbajban. Az FA Kupában azonban a korábbi néhány évhez hasonlóan nem tudott maradandót alkotni és már az első körben búcsúzott, egy Blyth Spartans elleni 3-1-es vereséget követően.
Bár a csapat hazai formája kiemelkedő volt, idegenben már nem játszott ilyen magabiztosan. Első idegenbeli meccsét, az Exeter City ellenit ugyan megnyerte, de ezt követően nyolc hónapon keresztül képtelen volt bajnoki mérkőzésen más csapat otthonából elhozni a három pontot. A rossz sorozat csak 2009 áprilisában, egy Rotherham United elleni 2-1-es győzelemmel szakadt meg, a Don Valley Stadionban. A szezon utolsó meccse előtt a Shrewsbury a nyolcadik helyen állt, így mindössze egy helyet kellett előrelépnie, hogy elindulhasson a rájátszásban. Ellenfele éppen a hetedik helyet elfoglaló Dagenham & Redbridge volt. A Town drámai körülmények között 2-1-re győzött, így részt vehetett a rájátszásban.
Az elődöntőben a Bury volt a csapat ellenfele, mely 1-0-ra győzni tudott a New Meadow-ban, az első mérkőzésen. A vendégek Neil Ashton öngóljának köszönhetően várhatták előnyből a visszavágót. A szurkolók többsége a Shrewsbury kapusát, Luke Danielst tartotta felelősnek a gólért. Daniels a három nappal későbbi visszavágón azonban valódi hőssé lépett elő. Az első félidőben kivédte Phil Jevons tizenegyesét, ezzel meccsben tartva csapatát. Kevin McIntyre 88. percben szerzett látványos találatának köszönhetően a Shrewsbury kiharcolta a hosszabbítást. A kétszer tizenöt perc során a Bury volt a veszélyesebb és jó helyzeteket is alakított ki, de Luke Daniels végig remekül védett, így nem esett gólt és következett a büntetőpárbaj. Daniel itt is hárított két próbálkozást, a Town játékosai viszont négyet értékesítettek, így a csapat három éven belül másodszor is play-off-döntőt játszhatott.
A május 23-án, a Wembleyben rendezett fináléra 53 706 néző váltott jegyet. A Shrewsbury ellenfele az a Gillingham volt, melyet a bajnoki szezon során 7-0-ra megvert a csapat. Ezúttal nem volt ekkora fölényben a Town és végül 1-0-ra el is vesztette a meccset. A győztes gólt Simeon Jackson szerezte egy szöglet után, a 90. percben. A lassítások felháborodást váltottak ki a Shrewsbury szurkolóiból, mivel jól látszott rajtuk, hogy a gólt eredményező szöglet helyett kirúgásnak kellett volna következnie.
A 2009/10-es szezonban – főleg annak második felében – már gyengébben teljesített a csapat, ezért a vezetőség 2010. április 30-án, az idény vége előtt két meccsel menesztette Paul Simpsont. A hátralévő két találkozóra egy három főből álló csapat vette át az irányítást. Köztük volt a tartalékcsapat edzője, Stuart Delaney, az ificsapatot irányító David Hughes és a korábbi csapatkapitány, Mike Jackson. A Shrewsbury végül a csalódást keltő 12. helyen zárt, bár a szezon egyes részeiben biztatóan játszott, sőt, a karácsonyi időszakban még az is elképzelhető volt, hogy az automatikus feljutásért fog küzdeni. Az utolsó két meccsen matematikailag még lett volna esély egy rájátszást érő hely megszerzésére, de május 1-jén biztossá volt, hogy a League Two-ban marad a Town, miután 3-2-re kikapott a Morecambe-tól. Az évad utolsó meccsén a rivális Port Vale-hez látogatott a klub, ahol egy döntetlent sikerült elérnie.

### Graham Turner visszatérése és a feljutás kiharcolása
Graham Turner, aki a csapat aranykorszakában, az 1980-as években ült a kispadon, 2010. június 11-én visszatért a Shrewsburyhez. A klub hívására a Hereford United elnöki székét hagyta ott. A 2010/11-es idényben a negyedik helyre vezette a Townt, amivel lemaradt ugyan az automatikus feljutásról, de részt vehetett a rájátszásban. Ott sem sikerült azonban kivívnia a feljutást. A következő szezon már sikeresebb volt, a bajnokságban végig veretlen maradt hazai pályán a klub, aminek köszönhetően a második helyen végzett és feljutott a League One-ba. Tizenöt évet töltött a csapat a negyedosztályban, plusz egyet az ötödik vonalban, mielőtt sikerült volna visszajutnia a harmadosztályba. Emellett a kupákban nyújtott teljesítménye is javult az elmúlt évekhez képest. A Ligakupában legyőzte a másodosztályú Derby Countyt és a Premier League-ben szereplő Swansea Cityt is, mielőtt 3-1-es vereséggel kiesett volna a londoni óriás Arsenal ellen. Az FA Kupából pedig az ötödosztályú Newport Countyt és a negyedosztályú Rotherham Unitedet búcsúztatta, mielőtt kikapott volna a másodosztályú Middlesbrough-tól 1-0-ra.
Az ismét harmadosztályú szereplésre készülő klub szurkolóit aggasztotta, hogy 2012 nyarán olyan játékosok távoztak, mint Chris Neal kapus, Shane Cansdall-Sheriff, a csapatkapitány Ian Shaprs, Nicky Wroe és az előző szezon 16 találatos gólkirálya, James Collins. Ezen játékosok szerződése mind lejárt, de a klub csak egy évvel lett volna hajlandó megtoldani kontraktusukat, ezért távoztak. Graham Turner mindent megtett, hogy tehetségees fiatalokkal pótolja őket, ezért leigazolta Chris Weale-t a Leicester Citytől, Joe Anyont a Lincoln Citytől, a középhátvéd Darren Jonest az Aldershot Towntól, Luke Summerfieldet a Cheltenham Towntól, Asa Hallt az Oxford Unitedtől, Rob Purdle-t a Hereford Unitedtől, Paul Parryt a Preston North Endtől, az ifjú Ryan Doble-t a Southamptontól és kölcsönvette Michael Hectort a Readingtől. A felkészülési meccsek alapján úgy tűnt, a legtöbb új játékos ígéretes jövő elé néz a New Meadow-ban, ugyanis jó volt a csapat passzjátéka, jól mozogtak a játékosok és rendkívül szilárd volt a védelem is.
A szezon ezzel szemben már nem indult ilyen biztatóan a csapat számára, előbb a Ligakupában kapott ki 4-0-ra a Leeds Unitedtől, majd a bajnokság első meccsén, a feljutásra esélyesnek tartott Sheffield Unitedtől is vereséget szenvedett (0-1). A szezon első hónapjaira az volt a jellemző, hogy a Town szinte mindig kreatív, jó játékot játszott, de váltakozó sikerrel. Hamar világossá volt, hogy Marvin Morgan, Terry Gornell csatárduó a League One-ban nem tud olyan szinten teljesíteni, mint egy osztállyal lejjebb. A kevés pont és a gyakran eredménytelen erőfeszítések miatt hamarosan a csapat teljesítménye is visszaesett, ami a kreatív passzjátékot illeti. Graham Turner meccsről-meccsre variálta a kezdőcsapatot, hogy megtalálja a nyerő felállást. A Shrewsbury védelme szintén gyengélkedett és több olyan gólt is kapott, amik könnyedén elkerülhetőek lettek volna. Darren Jones védőpárja, Michael Hector ezért ki is került a csapatból és visszatért a Readinghez.
Turner ezután több játékost is kipróbált Jones mellett, aki maga sem volt túl jó formában. Köztük volt Reuben Hazell, Jermaine Grandison, valamint a kölcsönben igazolt Lee Collins és Julian Bennett is. Collins sok hibával játszott, Bennett azonban biztató teljesítmény nyújtott, amíg sérülése miatt vissza nem kellett térnie a Sheffield Wednesdayhez. A csapat passzjátéka ekkorra már nagyon visszaesett, a középpályások képtelenek voltak jó labdákkal ellátni a csatárokat. A karácsonyi időszakban még egyetlen idegenbeli győzelme sem volt a klubnak, így nem meglepő módon a kiesőhelyek környékén tanyázott a tabellán. 2013. január 1-jén nyerte meg első bajnokiját a New Meadow-n kívül, a Coventry City otthonában sikerült győznie. A Shrewsbuty fiatal hátvédje, Connor Goldson egyre jobb formába került, ahogy a gólerős szélső, Jon Taylor is. A klub ezen kívül több játékost is kölcsönvett, például két védőt, Rob Edwardsot és Yado Mambót, akik nem okoztak csalódást. A Bolton Wandererstől kölcsönben érkező csatár, Tom Eaves szintén jó igazolásnak bizonyult, hiszen tíz meccs alatt hat gólt szerzett, ebből hármat egyetlen meccsen, a Crawley Town elleni. A csapat teljesítménye valamelyest javult, de játéka eredményessége továbbra is váltakozó maradt. A bennmaradást két meccsel az idény vége előtt, egy Oldham Athletic elleni idegenbeli 1-0-s sikerrel sikerült biztosítania.

## Stadion

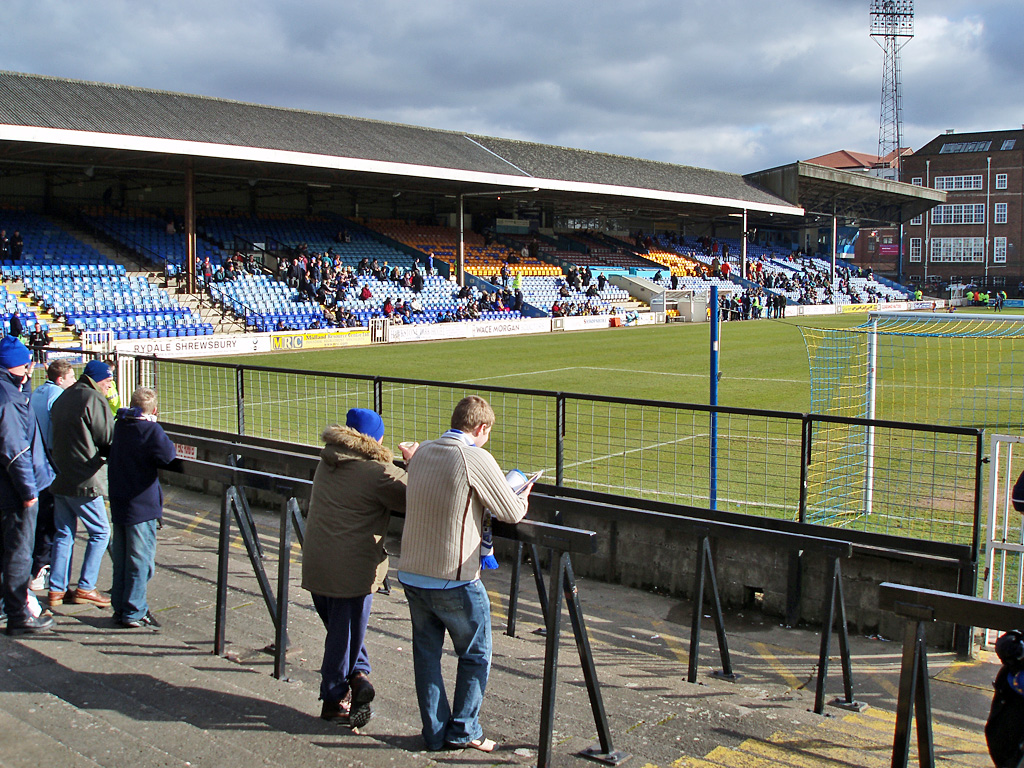
Az azóta már lebontott Gay Meadow

A Shrewsbury az 1886-os megalapítását követő két évtizedben viszonylag gyakran váltott stadiont. Első pályája a Racecourse Ground volt, melyen három év alatt 51 mérkőzést játszott. Ezek túlnyomó többsége barátságos meccs volt, mivel a csapat ekkor egyetlen hivatalos bajnokságnak sem volt a tagja. Első meccsét 1886. október 16-án, a Wellington Town ellen játszotta itt a klub és 5-2-re győzött. 1889-ben a csapat átköltözött az Amber's Fieldre. 1890. február 22-én 18-0-s győzelmet aratott itt, szintén a Wellington Town ellen. Összesen 44 meccset játszott a stadionban a Shrewsbury, melyek között már bajnoki találkozók is voltak, hiszen 1890-ben lépett be a klub a Shropshire and District League-be.
Négy szezon után, 1893-ban áttette székhelyét a Sutton Lane-re a klub, ahol mindössze két évig maradt és 47 mérkőzést játszott. A pálya helyén ma termőföldek találhatóak. 1895-ben a Barrack's Lane lett a Town otthona. Itt már hosszabb ideig, 15 évig maradt és több mint 300 alkalommal lépett pályára a klub. Olyan neves csapatok tartalékai fordultak meg itt, mint az Aston Villa vagy a Wolverhampton Wanderers.
Ezt követően 1910-ben váltott legközelebb stadiont a csapat, ekkor már a legendás Gay Meadow-ba költözött, melyet aztán 97 éven keresztül használt és 3000-nél is több meccset játszott benne. Itt töltött ideje alatt a Town megjárta az ötöd-, negyed-, harmad- és másodosztályt is. Rendeztek itt Football League Trophy- és rájátszás-elődöntőket is és több neves csapat is nagy meglepetésre elvérzett a stadionban FA Kupa- és Ligakupa-találkozókon, mielőtt 2007-ben lebontották volna. A Gay Meadow-hoz egy érdekes legenda is kapcsolódik. Egy coracle-csónakokat készítő férfi, Fred Davies a meccsek idején mindig beült csónakjába és összegyűjtötte a közeli Severn folyóba hullott kóbor labdákat, majd visszaadta őket a klubnak.

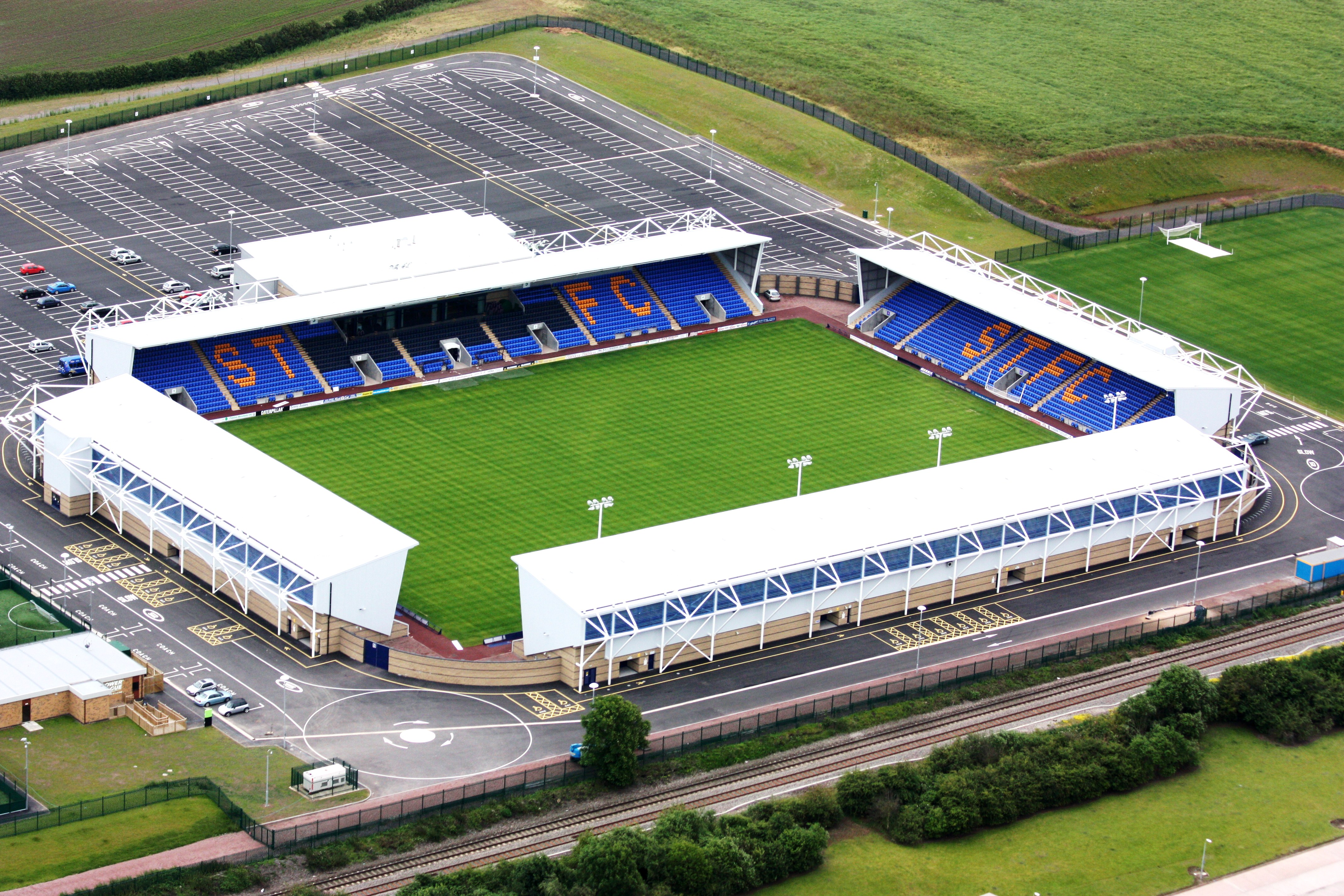
A New Meadow stadion

A Shrewsbury jelenlegi stadionja, a New Meadow 2007. július 17-én nyitotta meg kapuit. A minden igényt kielégítő létesítmény az UEFA felszereltség szerinti besorolásában a negyedik, azaz a legmagasabb kategóriába tartozik és 9875 szurkoló befogadására alkalmas. Labdarúgó mérkőzések mellett koncertek megrendezésére is alkalmas, ilyen esetben akár 17 ezer fő is összezsúfolódhat benne. A stadionban az öltözők és egyéb hagyományos helyiségek mellett találhatóak tárgyalószobák, büfék és egy étterem is. Emellett tartozik még hozzá egy modern és minden elvárást kielégítő edzőközpont és egy kispályás, 5-a-side futball mérkőzések lebonyolítására alkalmas létesítmény.
A stadiont egy Allstar-mérkőzéssel nyitották meg, melyen Gianfranco Zola is pályára lépett. Első tétmeccsét a Bradford City ellen játszotta itt a Shrewsbury. Emellett pályára lépett már itt az U17-es, U19-es, U20-as és a női angol válogatott, valamint a Manchester City, a Fulham, a West Bromwich Albion és a Stoke City is. Egy barátságos mérkőzés keretében a Manchester United tartalékai is játszottak már a stadionban. 2011. június 12-én itt adott koncertet Elton John 17 ezer ember előtt. A stadion neve jelenleg egy szponzori szerződés miatt Greenhous Meadow.

## Klubszínek és mezek
| 1982–86 | Link 51                        |
| 1987–88 | Wem Ales                       |
| 1988–89 | Davenports                     |
| 1990–92 | Greenhous                      |
| 1992–95 | WSJ                            |
| 1995–97 | Greenhous                      |
| 1997–99 | Ternhill Communications        |
| 1999-05 | RMW                            |
| 2005–07 | Morris Lubricants              |
| 2007–09 | Greenhous Redhous (idegenbeli) |
| 2009–   | Greenhous                      |

A csapat szerelésein mindig megtalálható volt a kék, de nem minden esetben ez volt a domináns szín. A klub játékosai eleinte kék-fehér csíkos mezben játszottak. Ezen kívül voltak még a Bristol Roverséhez hasonló, negyedelt felosztású kék-fehér szerelések és teljesen kék mezek is, melyeknek csak szélei voltak fehérek vagy borostyánszínűek. 1978-ban jelent meg a Shrewsbury máig leghíresebb meze, mely kék-borostyán csíkos volt. Ezt használta a csapat azokban az években, melyek során kétszer egymás után feljutott és a másodosztályba került.
Nem sokáig tartott ki a csíkos dizájn mellett klub és 1982-ben újabb váltás következett, ekkor a mez test része teljesen kék lett és csak az ujjai lettek borostyánszínűek. Nem sokkal később bemutatásra került egy szerelés, mely ennek épp az ellenkezője volt, azaz nagyrészt borostyánszínű volt, csak az ujjai voltak kékek. 1987-ben éles váltás következett és a fehér lett a domináns szín a szereléseken, majd 1991-ben visszatért a kék-fehér csíkos dizájn. A mai napig használt kék-borostyánszín csíkos mezek 1992-ben tértek vissza.
A csapat mezein 1982-ben jelent meg először szponzori felirat. A támogatók eddig kivétel nélkül helyi vállalatok voltak. A jelenlegi mezszponzor, a Greenhous egy helyi gépjárműkereskedői hálózat.

## Riválisok
A Shrewsbury két legfőbb riválisának a Walsallt és a Wolverhampton Wandererst tartják. Az utóbbi időben azonban a klub több másik klubbal is rivalizálásba kezdett. Közülük az egyik a földrajzilag közel található Hereford United. A két csapat meccseit "A49 derby" néven emlegetik, utalva a két várost összekötő A49-es útra. A Chester City szintén riválisnak számít, mióta a 2003/04-es szezonban egy kavarodást követően több mint 2000 Shrewsbury-szurkoló besétált a Chester stadionjának hazai szektoraiba a két csapat meccsén. Ezt a hazai szurkolók természetesen nem vették jó néven. A Port Vale-lel való ellenségeskedés a 2008/09-es idényben kezdődött. A frissen kiesett Vale 30 év után csapott újra össze a Townnal. A Vale Parkban a hazaiak szereztek vezetést, de a Shrewsbury egyenlíteni tudott. A két szurkolótábor már ekkor majdnem egymásnak esett, az igazi botrányra azonban csak a meccs végén került sor, amikor a haza csapat játékosa, Marc Richards úgy serezte meg a győztes gólt, hogy közben szabálytalankodott Luke Daniels kapussal szemben, aki komoly arcsérülést szenvedett. A Shrewsbury szurkolói ekkor dühükben berontottak a pályára. Azóta a csapatok egymás elleni mérkőzései mindig paprikás hangulatban telnek és ritka, hogy a két szurkolótábor ne csapjon össze a stadionon belül vagy kívül.
A Crewe Alexandra és a Kidderminster Harriers elleni idegenbeli mérkőzések szintén a parázs hangulatról híresek, bár ezek a csapatok nem tartoznak az első számú riválisok közé. A Telford United megyei rivális, a két csapat összecsapásait "Shropshire Derby"-nek nevezik. Rendszeresen játszanak is egymás ellen az évente megrendezett Shropshire Senior Cupban, de a Shrewsbury szurkolói nem tulajdonítanak túl nagy jelentőset ezeknek a meccseknek, hiszen a Telford jelentősen kisebb és gyengébb csapat. A Wrexhammel való rivalizálás mértéke is csökkent, amikor a walesiek 2008-ban kiestek a The Football League-ből.

## Szakmai stáb
- Elnök: Roland Wycherley
- Igazgató: James Hughes
- Menedzser: Graham Turner
- Menedzserasszisztens: John Trewick
- Pályaedző: Michael Jackson
- Kapusedző: Gavin Ward
- Szertárosok: Dave Ashlin, Pete Gittens
- Erőnléti edző: Tony Ford
- Ifiedző: Wayne Evans
- Vezető gyúró: Christopher Skitt
- Csapatorvos: Jim Wental
- Kabalafigurák: Lenny az Oroszlán és Mrs Lenny

## Játékosok

### Jelenlegi keret
2013. április 29. szerint
| #  |     | Poszt | Név                                      |
| -- | --- | ----- | ---------------------------------------- |
| 1  | ENG | K     | Chris Weale                              |
| 2  | ENG | V     | Jermaine Grandison                       |
| 3  | WAL | V     | Joe Jacobson                             |
| 4  | ENG | KP    | Luke Summerfield                         |
| 5  | WAL | V     | Darren Jones                             |
| 9  | WAL | CS    | Tom Bradshaw                             |
| 11 | ENG | KP    | Jon Taylor                               |
| 12 | WAL | V     | Rob Edwards (kölcsönben a Barnsleytól)   |
| 13 | ENG | K     | Gavin Ward                               |
| 15 | SCO | KP    | Stephen McGinn (kölcsönben a Watfordtól) |

| #  |     | Poszt | Név                                                  |
| -- | --- | ----- | ---------------------------------------------------- |
| 17 | WAL | KP    | Paul Parry                                           |
| 18 | ENG | V     | Connor Goldson                                       |
| 19 | IRL | KP    | David McAllister                                     |
| 20 | ENG | KP    | Aaron Wildig                                         |
| 23 | ENG | V     | Yado Mambo (kölcsönben a Charlton Athletictől)       |
| 25 | ENG | K     | Joe Anyon                                            |
| 26 | ENG | V     | James Hurst (kölcsönben a West Bromwich Albiontól)   |
| 27 | NLD | CS    | Akwasi Asante (kölcsönben a Birmingham Citytől)      |
| 30 | ENG | V     | Cameron Gayle (kölcsönben a West Bromwich Albiontól) |

### Kölcsönben
| #  |     | Poszt | Név                             |
| -- | --- | ----- | ------------------------------- |
| 14 | ENG | KP    | Asa Hall (az Aldershot Townnál) |

### Híres játékosok

#### Rekorderek
Arthur Rowley szerezte a Shrewsbury története során a legtöbb bajnoki gólt, pontosan 152-t és ő tartja az egy szezonon belül szerzett legtöbb gól (38) rekordját is. A klub másik híres csúcstartója Mickey Brown, aki 418 bajnoki képviselte a csapatot, ennél több Shrewsbury-mérkőzéssel egyetlen játékos sem büszkélkedhet.

#### Neves játékosok
A Town néhány tehetséges játékosa szép karriert futott be az élvonalban. Ilyenek például David Moyes, Gordon Lee, David Pleat és Gary Megson. Rajtuk kívül voltak a csapatnak olyan játékosai, akik hazájuk válogatottjában is pályára léptek, például John McGinaly, Jimmy Quinn, Michael Gulla, Jimmy McLoughlin, Mickey Thomas, Carl Robinson és Neville Southall. Doug Rougvie szintén szerepelt a skót válogatottban, megnyerte a KEK-et az Aberdeennel és a Chelsea játékosa is volt, mielőtt a Shrewsburyhoz igazolt volna.
A Blackburn Roversszel bajnoki címet nyerő Mark Atkins is megfordult pályafutása vége felé, csakúgy, mint a Nottingham Forestben tíz évet töltő Ian Woan.

#### Helyi születésű játékosok
Az angol válogatott kapusa, Joe Hart Shrewsburyban született és a Townnál kezdte pályafutását, csakúgy, mint a walesi válogatott David Edwards. Meg lehet még említeni az 1980-as évek helyi sztárját, Bernard McNallyt vagy Kevin Seaburyt és Peter Wildinget is, akik az 1990-es években voltak hatalmas közönségkedvencek. Andy Cooke szintén Shrewsburyban született és Town-szurkoló is volt gyerekkora óta, de csak a pályafutása vége felé játszott a csapatban, mivel ifiként elutasították a klub edzői.

#### A legnagyobb hősök
2004-ben a BBC végzett egy felmérést a szurkolók között, mely szerint a Shrewsbury legnagyobb közönségkedvence és hőse David Spink, aki 1990 és 1997 között játszott a csapatnál, majd 1999-ben egy rövid időszakra visszatért. Spink a szavazáson Steve Anthrobust és Austin Berkleyt előzte meg.

## Menedzserek
| - Sir Trevor Brian Evans 1886–1905. - Egykori olimpikon, aki a Shrewsbury Town megalapítása előtt a Castle Blue vezetőedzője volt - W. Adams (1905–1912) - S. Wilcox (1912–1934) - Jack Roscamp (1934–1935) - Stan Ramsay (1935–1936) - Ted Bousted (1936–1940) - Leslie Knighton (1945–1949) - Harry Chapman (1949–1950) - Sammy Crooks (1950–1954) - Walter Rowley (1955–1957) - Harry Potts (1957–1958) - Johnny Spuhler (1958) - Arthur Rowley (1958–1968) - Harry Gregg (1968–1972) - Maurice Evans (1972–1974) - Alan Durban (1974–1978) - Richie Barker (1978) | - Graham Turner (1978–1984) - Chic Bates (1984–1987) - Ken Brown (1987) - Ian McNeill (1987–1990) - Asa Hartford (1990–1991) - John Bond (1991–1993) - Fred Davies (1993–1997) - Jake King (1997–1999) - Chic Bates (1999) - Kevin Ratcliffe (1999–2003) - Mark Atkins (2003) - Jimmy Quinn (2003–2004) - Chic Bates (2004) - Gary Peters (2004–2008) - Paul Simpson (2008–2010) - Graham Turner (2010–) |

## Rekordok

### Csapat rekordok
- Legnagyobb nézőszám a Gay Meagow-ban: 18 917 fő a Walsall ellen, 1961. április 26-án.
- Legnagyobb nézőszám a New Meadow-ban: 9441 fő a Dagenham & Redbridge ellen, 2012. április 28-án
- Legnagyobb nézőszám egy Shrewsbury-meccsen: 61 589 fő a Wembleyben, a Bristol Rovers ellen, a negyedosztály rájátszásának döntőjén, 2007 májusában.
- Legnagyobb győzelem: 21-0 a Mold Alyn Stars ellen, 1894. október 27-én
- Legnagyobb bajnoki győzelem: 12-1 a Hereford City ellen, 1894. október 20-án
- Legnagyobb vereség: 0-13 a Small Heath ellen, 1895. december 25-én

### Egyéni rekordok
- A legtöbb gól egy szezonban: Arthur Rowley, 38 gól az 1958/59-es szezonban
- A legtöbb bajnoki gól összesen: Arthur Rowley, 152 gól
- A legtöbb bajnoki mérkőzés: Mickey Brown, 418 meccs

## Sikerek
- Walesi kupa
  - Győztes: 1891, 1938, 1977, 1979, 1984, 1985
  - Ezüstérmes: 1931, 1948, 1980
- FA Kupa
  - Negyeddöntős: 1979, 1982
- Ligakupa
  - Elődöntős: 1961
- Football League Trophy
  - Ezüstérmes: 1996
  - Területi döntős: 2003
- Division Three (harmadosztály)
  - Bajnok: 1978/79
- Division Three / Division Four / League Two (negyedosztály)
  - Bajnok: 1993/94
  - Második: 1974/75, 2011/12
  - Osztályozóval feljutó: 1958/59
- Conference National (ötödosztály)
  - Osztályozóval feljutó: 2003/04
- Midland League
  - Bajnok: 1938, 1946, 1948
- Birmingham & District League
  - Bajnok: 1923
  - Második: 1914, 1924, 1937
- Shroshire and Distrit League
  - Második: 1891

## Külső hivatkozások
- Hivatalos honlap
- A csapattal kapcsolatos hírek a BBC-n
- Hivatalos szurkolói klub
- Szurkolói alapítvány
- A Shrewsbury Town rájátszásban elért eredményei Archiválva 2013. október 4-i dátummal a Wayback Machine-ben
- Norvég szurkolói oldal Archiválva 2013. június 22-i dátummal a Wayback Machine-ben